# Университет Дубровника
Университет Дубровника (хорв. Sveučilište u Dubrovniku, лат. Universitas Studiorum Ragusina) — государственный университет в хорватском городе Дубровнике, основан в 2003 году.
В университете обучается 2 600 студентов, здесь работают 160 ученых. Университет Дубровника — самый молодой университет в Хорватии.
Ректор — Никша Бурум (Nikša Burum).

## Структура
Университет состоит из 7 факультетов:
- Факультет водного хозяйства
- Факультет электротехники и информатики
- Экономический факультет
- Инженерный факультет
- Факультет океанологии
- Факультет телекоммуникаций
- Факультет охраны памятников